# Pereulixia
Pereulixia is een monotypisch geslacht van straalvinnige vissen uit de familie van naakte slijmvissen (Blenniidae). Het geslacht is voor het eerst wetenschappelijk beschreven in 1959 door Smith.

## Soort
- Pereulixia kosiensis (Regan, 1908)